# Copa swazi de futbol
La copa swazi de futbol és la màxima competició futbolística per eliminatòries de Swazilàndia. Fou creada l'any 1980, disputada sota diversos noms.

## Historial
Font:
Swazi Cup
- 1969: Mbabane Highlanders 3-2 Mbabane Swallows

Coca Cola Super Stars Trophy
- 1976: Mbabane Highlanders
- 1977-79: desconegut
- 1980: Bulembu Young Aces
- 1981: desconegut
- 1982: Bulembu Young Aces
- 1983: Mbabane Highlanders
- 1984: Manzini Wanderers
- 1985: Mbabane Highlanders

BP Challenge Cup
- 1986: Mbabane Swallows
- 1987: Moneni Pirates (Manzini)
- 1988: Moneni Pirates (Manzini)
- 1989: Denver Sundowns (Manzini)
- 1990: Mbabane Highlanders
- 1991: Denver Sundowns (Manzini)
- 1992: Denver Sundowns (Manzini) 2-0 Royal Leopards (Simunye)
- 1993: Eleven Men in Flight (Siteki) 2-1 Denver Sundowns (Manzini)
- 1994: Juventus Kwaluseni
- 1995: Mhlambanyatsi Rovers
- 1996: Eleven Men in Flight
- 1997: Mbabane Highlanders
- 1998: desconegut
- 1999: Mbabane Highlanders
- 2000: Mhlume United
- 2001: Eleven Men in Flight (Siteki) 1-1 (4 - 3) Mbabane Swallows

MTN Cup
- 2002: desconegut
- 2003: ?desconegut

Swazi Bank Cup
- 2004: Green Mamba (Matsapha) 5-1 Denver Sundowns (Manzini)
- 2005: Hub Sundowns 2-0 Malanti Chiefs
- 2006: Mbabane Swallows 1-0 (pr.) Malanti Chiefs
- 2007: Royal Leopards 1-0 Manzini Sundowns
- 2008: Malanti Chiefs 2-1 Royal Leopards
- 2009: Mbabane Highlanders 2-1 Manzini Wanderers
- 2010: Mbabane Highlanders 1-0 Umbelebele Jomo Cosmos FC
- 2011: Royal Leopards 4-3 (aet) Mhlambanyatsi Rovers
- 2012: Green Mamba FC 3-1 Mbabane Highlanders
- 2013: Mbabane Swallows 5-3 (aet) Malanti Chiefs
- 2014: Royal Leopards 3-1 Young Buffaloes
- 2015: Moneni Pirates 2-0 Manzini Wanderers
- 2016: Mbabane Swallows 2-1 Green Mamba FC (Simunye)
- 2017: Young Buffaloes 2-0 Matsapha United
- 2018: Young Buffaloes 2-1 Manzini Wanderers
- 2019: Young Buffaloes 1-0 Royal Leopards
- 2020: cancel·lada